# Россано, Джорджо
Джорджо Россано (итал. Giorgio Rossano, 20 марта 1939, Турин — 13 февраля 2016, Виареджо) — итальянский футболист, играл на позиции полузащитника.
Выступал, в частности, за клубы «Ювентус» и «Милан», а также молодежную сборную Италии.
Обладатель Кубка чемпионов УЕФА. Чемпион Италии. Обладатель Кубка Италии.

## Клубная карьера
Во взрослом футболе дебютировал в 1958 году выступлениями за команду клуба «Порденоне», в которой провел один сезон, приняв участие в 30 матчах чемпионата.
Своей игрой привлек внимание представителей тренерского штаба клуба «Ювентус», к составу которого присоединился в 1959 году. Сыграл за «старую сеньору» следующий сезон, в течение которого в основной состав не пробился, проведя лишь одну игру в чемпионате. Однако в том сезоне завоевал титул чемпиона Италии истал обладателем Кубка Италии.
Сезон 1960/61 годов провел в аренде в клубе «Бари», которому, впрочем, не смог помочь избежать понижения в классе до Серии B.
В 1961 году вернулся в «Ювентус», в котором снова не смог стать основным игроком, проведя за сезон 10 игр в чемпионате.
С 1962 года один сезон защищал цвета «Милана», где также не смог пробиться в «основу», что однако не помешало ему стать обладателем Кубка Чемпионов УЕФА сезона 1962-63.
Позже, не стал игроком основного состава и в своих следующих клубах — «Варезе» и «Палермо», за которые отыграл по сезону.
Завершил профессиональную игровую карьеру в клубе «Кьери», за который выступал в течение 1965—1966 годов.
Умер 13 февраля 2016 года на 77-м году жизни в городе Виареджо.

## Выступления за сборную
В течение 1960—1961 годов привлекался в состав молодежной сборной Италии. На молодёжном уровне сыграл в 7 официальных матчах, забил 5 голов. В составе сборной был участником футбольного турнира на Олимпийских играх 1960 года в Риме, на котором итальянцам пришлось довольствоваться четвёртым местом, а Россано стал лучшим бомбардиром команды с четырьмя голами в четырёх играх.

## Титулы и достижения
- Обладатель Кубка чемпионов УЕФА:

«Милан»: 1962/63
- Чемпион Италии:

«Ювентус»: 1959/60
- Обладатель Кубка Италии:

«Ювентус»: 1959/60